# Simon Stickl
Simon Raphael Stickl (* 18. Oktober 1987 in Tegernsee) ist ein deutscher Skisportler. Stickl gehört dem SC Bad Wiessee an und startet im Skicross.
Stickl begann seine Karriere im Ski Alpin, wo er in den Jahren 2002 bis 2008 an nationalen Meisterschaften und FIS-Rennen teilnahm. Seit 2008 startet er im Freestyle-Skiing-Weltcup in der Disziplin Skicross. Zum Abschluss der Saison 2008/2009 wurde er in Söll deutscher Meister. Am 5. Januar 2010 konnte er beim Wettbewerb in St. Johann seinen ersten Weltcupsieg verbuchen. Bei den Olympischen Winterspielen 2010 in Vancouver erreichte er den 19. Platz.